# Fatima's Coochee-Coochee Dance
Fatima's Coochee-Coochee Dance is een Amerikaanse film uit 1896. De film werd gemaakt door Thomas Edison en toont de danseres Fatima terwijl ze danst.
De originele film werd gecensureerd vanaf 0:32 wegens de "meest schandalige heupbewegingen van de 19e eeuw". De censuur was een concessie aan de eigenaren van de kinetoscoophuizen omdat ze niet zouden weigeren de film te vertonen uit angst voor invallen van degenen die zich de bewakers van de morele handhaving noemden.